# Zdravets (distrikt i Tărgovisjte)
Zdravets (bulgariska: Здравец) är ett distrikt i Bulgarien.   Det ligger i kommunen Obsjtina Tărgovisjte och regionen Tărgovisjte, i den nordöstra delen av landet, 260 km öster om huvudstaden Sofia.